# Chris Abrahams

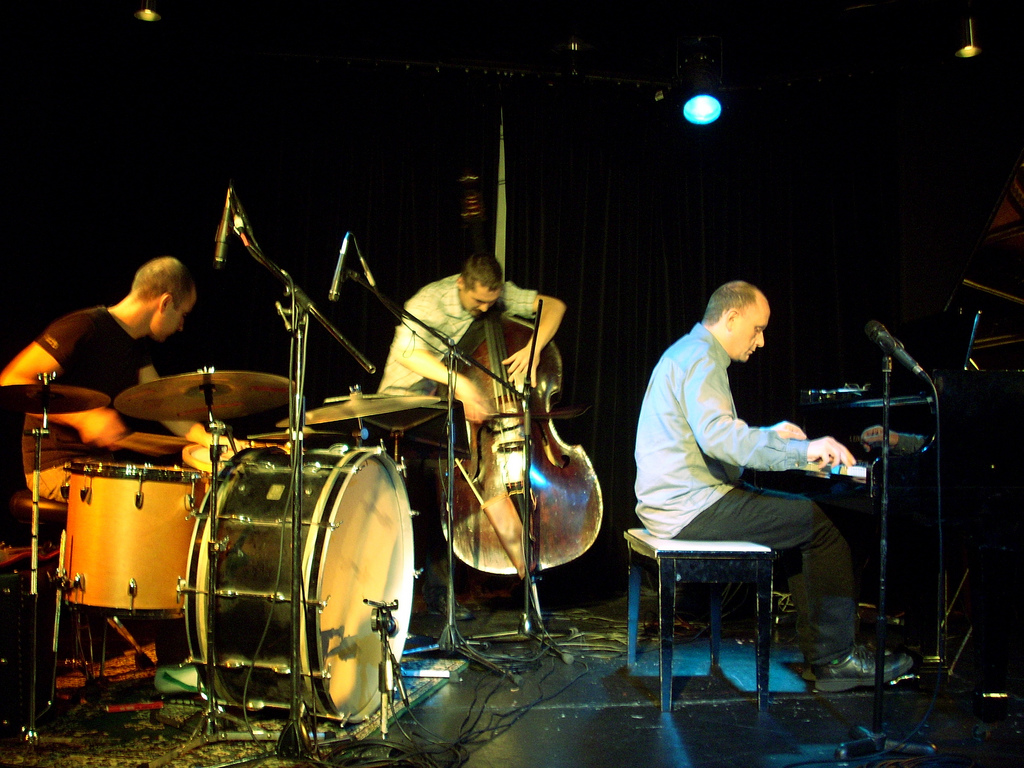
Chris Abrahams (rechts) mit James Waples und Mike Majkowski (2008)

Christopher Robert Lionel Abrahams (* 9. April 1961 in Oamaru, Neuseeland) ist ein australischer Filmkomponist, Pianist und Keyboarder, der vor allem im Modern Jazz und der Improvisationsmusik hervorgetreten ist.

## Leben
Abrahams, der in Sydney aufwuchs, spielte zunächst Jazz mit Mark Simmonds’ Freeboppers und The Keys Music Orchestra. 1982 gründete er The Benders; er war dann Mitglied der australischen Bands The Sparklers und The Necks; er hat auch mit Peter Blakeley, Jackie Orszaczky und Ed Kuepper gearbeitet. Seit 1985 hat er mehrere Soloalben aufgenommen. Als Studiomusiker war er für The Church, Stephen Cummings, Midnight Oil, Margareth Kammerer, Laughing Clowns und Silverchair aktiv. In den folgenden Jahren ist er weiterhin mit Musikern wie Jon Rose, Burkhard Beins, Sabine Vogel, Kai Fagaschinski oder Mike Cooper und den Ensembles Hammeriver und The Somnambulist (Album Sophia Verloren) aufgetreten; mit Andrea Belfi und David Toop konzertierte er in London.
Abrahams hat Soundtracks für mehrere Spiel- und Dokumentarfilme geschrieben und produziert; seine Musik für australischen Film The Tender Hook wurde 2008 für den AFI Award für die Beste Filmmusik nominiert.

## Diskografie
Solowerke
- Piano (Hot, 1985)
- Walk (Hot, 1986)
- Glow (Vegetable 2001)
- Streaming (Vegetable 2003)
- Thrown (Room40 2005)
- The Tender Hook Soundtrack (Vitamin Records, 2008)
- Play Scar (Room40, 2010)

Andere Veröffentlichungen
- Azeruz (2000, mit Shane Fahey, Mina Kanaridis, Amanda Stewart, Stevie Wishart)
- Jon Rose, Chris Abrahams, Clayton Thomas Artery (2003)
- Chris Abrahams/Mike Cooper Oceanic Feeling Like (Room40, 2008)
- Hammeriver (mit Christof Kurzmann, Tobias Delius, Clayton Thomas, Werner Dafeldecker, Tony Buck, Clare Cooper; Mikroton 2010)